# Янковичи (Россонский район)
Янковичи (бел. Я́нкавічы) — деревня в Россонском районе Витебской области Республики Беларусь. Административный центр Янковичского сельсовета.

## География
Деревня расположена в 17 км на юг от Россон, в 140 км на северо-запад от Витебска, в 34 км от железнодорожной станции Полоцк, на автотрассе Дисна — Дретунь. На правом берегу реки Дрисса.

## История
В 2,5 км от Янковичей находится городище (VI век до н.э. — IV век до н.э.), а около деревни — курган и курганный могильник (VI-VIII вв. н.э.). Последний состоит из 11 курганов высотой 1-3 м и диаметром 8-12 м. В 200 м от этой группы — еще 4 круглых кургана.
Также в деревне сохранилась довольно крупная группа каменных крестов. Рядом с ними можно увидеть языческий памятник — Янковичское идолище. Крупный валун датируется примерно II тысячелетием до н. э. Янковичское идолище — камень в виде фигуры женщины, символизирующей благодать.

## Население
- 2003 год — 166 дворов, 390 жителей

## Инфраструктура
- Лесничество
- Базовая школа
- Дом культуры
- Библиотека
- Отделение связи

## Достопримечательность
- В 2,5 км от деревни городище (VI в. до н.э. — IV в. до н.э.). Около деревни курган и курганный могильник (VI-VIII в. н.э.).
- Янковичское идолище — языческий памятник.